# Boerjatisch
Het Boerjatisch (буряад хэлэн, boerjaad chelen) is een taal die behoort tot de oostelijke groep van de Mongoolse talen.
Het is een agglutinerende taal, waarbij de woorden verbogen worden door aanhechting van zelfstandige lettergrepen aan de stam, en ze kent ook het fonologisch fenomeen van klinkerharmonie. Het Boerjatisch wordt gesproken door 430.000 Boerjaten in de autonome republiek Boerjatië (in zuidelijk Siberië), waar het naast het Russisch een officiële taal is.
Het Boerjatisch wordt tevens gesproken in twee gebieden, grenzend aan Boerjatië, namelijk Aga-Boerjatië en Oest-Orda Boerjatië ten westen van het Baikalmeer.
De taal werd vóór 1939 in het Latijnse alfabet geschreven. 
- Latijns: Aa Bb Cc Çç Dd Ee Ff Gg Hh Ii Jj Kk Ll Mm Nn Oo Өө Pp Rr Ss Şş Tt Uu Vv Yy Zz Ƶƶ

Vanaf 1939 werd het Latijnse alfabet vervangen door een Cyrillisch alfabet (met drie "speciale" letters): 
- Cyrillisch: Аа Бб Вв Гг Дд Ее Ёё Жж Зз Ии Йй Кк Лл Мм Нн Оо Өө Пп Рр Сс Тт Уу Үү Фф Хх Һh Цц Чч Шш Щщ Ъъ Ыы Ьь Ээ Юю Яя